# Liste der Baudenkmäler in Oberthal
In der Liste der Baudenkmäler in Oberthal sind alle Baudenkmäler der saarländischen Gemeinde Oberthal und ihrer Ortsteile aufgelistet. Grundlage ist die Veröffentlichung der Landesdenkmalliste im Amtsblatt des Saarlandes vom 22. Dezember 2004 und die aktuelle Teildenkmalliste des Landkreises St. Wendel in der Fassung vom 9. August 2017.

## Gronig
| Lage                          | Bezeichnung                                        | Beschreibung | Bild |
| ----------------------------- | -------------------------------------------------- | --- | ---- |
| Mombergstraße                 | Wegekreuz                                          | Das Wegekreuz aus Sandstein wurde 1836 errichtet. Es steht neben dem Portal der Donatuskapelle und trägt die Inschrift „Gronig 1836“.                 |      |
| Mombergstraße Lage            | kath. Donatuskapelle                               | Die Kapelle wurde 1800 erbaut und 1931 wiederhergestellt. Der kleine Saalbau mit dreiseitig geschlossenem Chor besitzt ein Satteldach mit Dachreiter. |      |
| Mombergstraße 50 Lage         | Bauernhaus                                         | Erbaut im 18. Jahrhundert |      |
| Mombergstraße 61 Lage         | Schule, Lehrerwohnhaus, Schulhof mit Lindenbestand | Erbaut 1929 |      |
| Theleyer Straße 17 (bei) Lage | Wegekreuz                                          | Errichtet 1823 |      |

## Güdesweiler
| Lage                  | Bezeichnung                                                 | Beschreibung | Bild |
| --------------------- | ----------------------------------------------------------- | --- | ---- |
| Dorfstraße Lage       | Kreuzigungsgruppe, Holzfigur von Anna selbdritt             | Die steinerne Kreuzigungsgruppe steht auf dem Hochaltar der kath. Christkönigkirche in Güdesweiler und wurde um 1760 in Marpingen gefertigt. Die Figuren sind bemalt. Im Westen der Kirche steht eine hölzerne Anna selbdritt aus dem 15. Jahrhundert. |      |
| Friedhof (neben) Lage | Reste der Kapelle                                           | Erbaut 1769 |      |
| Friedhof (neben) Lage | Kreuzbau, Kapelle mit Kreuzigungsgruppe und Kreuzwegstation | Die ursprüngliche Kapelle galt im Mittelalter als Wallfahrtsstätte. Ihre Fundamente und Teile des Mauerwerks wurden in den 1990er Jahren freigelegt. Ein einfaches Holzkreuz und ein Altar aus Sandstein wurden hinzugefügt. Die heutige Kapelle entstand 1761 bis 1764 und wurde vermutlich von einem Eremiten errichtet. Hinter dem quadratischen Saalbau mit Zeltdach befindet sich ein Brunnen, der bereits vor der Errichtung der Kapelle als Heilquelle bekannt war. Von der Kapelle zur Pfarrkirche im Ort verläuft ein Kreuzweg, dessen 14 Stationen sich früher in der alten Kapelle befanden. |      |
| Friedhof Lage         | Grabkreuz                                                   | Errichtet 1836 |      |
| Höhenstraße 2 Lage    | Bauernhaus                                                  | Erbaut im ersten Viertel des 19. Jahrhunderts |      |

## Oberthal
| Lage                     | Bezeichnung                | Beschreibung | Bild |
| ------------------------ | -------------------------- | --- | ---- |
| Groniger Straße 24 Lage  | Wegekreuz                  | Das Wegekreuz wurde im ersten Viertel des 19. Jahrhunderts errichtet. Im Sockel des Altars und dem Fuß des Kreuzes ist verwitterter Figurenschmuck zu erkennen. Darüber Inschrift und Kruzifix. |      |
| Imweilerstraße           | Wegekreuz                  | Errichtet im 19. Jahrhundert |      |
| Imweilerstraße 6/10 Lage | Bauernhaus, Schmiede       | Erbaut im 19. Jahrhundert |      |
| Imweilerstraße 13 Lage   | Bauernhaus                 | Erbaut im ersten Viertel des 19. Jahrhunderts |      |
| Poststraße Lage          | Wegekreuz                  | Das Kreuz aus hellem Sandstein wurde 1837 errichtet. Im Fuß des Kruzifix Inschrift: „Johannes Rauber und Maria Biel richten dies Kreis zu Ehre Gottes auf 1837“. |      |
| Steffesheck Lage         | Kath. Kirche St. Stephanus | St. Stephanus wurde 1823 als einschiffige Hallenkirche mit einem Turm an der Westseite erbaut. Bereits im Jahr 1844 musste der Turm wegen Baufälligkeit abgerissen werden. 1898 wurde das Kirchenschiff von Wilhelm Hector erweitert, da die Gemeinde stark gewachsen war. Außerdem erhielt das Langhaus ein Querhaus und einen größeren Chor. In den Jahren 1923 bis 1925 wurde die Kirche erneut erweitert, dieses Mal nach Entwürfen der Architektengemeinschaft Ludwig Becker und Anton Falkowski. Die dreischiffige Hallenkirche wurde im Stil des Historismus erbaut und nutzt vorwiegend neugotische Stilelemente. Das Langhaus wird in ein Mittelschiff mit vier Jochen mit Kreuzrippengewölben und zwei Seitenschiffe mit je drei Jochen unterteilt. Es folgt ein Querhaus und ein fünfseitiger Chor mit polygonalem Abschluss. Ein Kirchturm mit Spitzhelm sitzt im Westen im Seitenschiff. |      |
| Imweilerstraße           | Gedenktafel Johann Becker  | Johann Becker (1902–1972) und seine Familie lehnten sich gegen einen Anschluss des Saargebietes an Hitler-Deutschland auf. Wegen seiner „politischen Einstellung“ wurde Becker 1936 zu Zuchthaus verurteilt und war danach bis Mai 1945 in mehreren Konzentrationslagern untergebracht. 2008 errichtete die Gemeinde Oberthal ihm zu Ehren eine Gedenktafel an seinem Haus. |      |